# Otto Ostrowski
Otto Ostrowski (ur. 28 stycznia 1883 w Sprembergu, zm. 16 czerwca 1963 w Knokke-Heist) – niemiecki polityk socjaldemokratyczny, nadburmistrz Berlina w latach 1946–1947 – pierwszy po 1933 roku wybrany w demokratycznych wyborach burmistrz Wielkiego Berlina.

## Życiorys
Otto Ostrowski urodził się 28 stycznia 1883 roku w Sprembergu. Studiował filologię na uniwersytecie w Berlinie, a następnie pracował jako nauczyciel prywatny w Berlinie, Lyonie i Sheffield.
W listopadzie 1918 roku wstąpił do Socjaldemokratycznej Partii Niemiec (niem. Sozialdemokratische Partei Deutschlands, SPD) a w grudniu został wybrany burmistrzem gminy Lankwitz a po jej włączeniu w granice Berlina, Ostrowski wszedł do rady miejskiej (niem. Stadtverordnetenversammlung).
W 1922 roku musiał zrezygnować z pracy nauczyciela w gimnazjum w Lankwitz wskutek nagonki antysemickiej – jego żona była żydówką. Na wniosek SPD został burmistrzem Finsterwalde. Pod koniec 1925 roku ubiegał się z powodzeniem o fotel burmistrza berlińskiej dzielnicy Prenzlauer Berg, wybrany w styczniu 1926 roku na dwanaście lat, sprawował tę funkcję do 1933 roku, kiedy został usunięty z urzędu po dojściu nazistów do władzy. W okresie II wojny światowej pozostawał wraz z rodziną w Berlinie i imał się różnych prac, aż w 1943 roku jego mieszkanie zostało zniszczone wskutek bombardowania miasta i przeprowadził się w strony rodzinne do Łużyc Dolnych. Zaangażowany w pomoc opozycji antyhitlerowskiej, ostatnie miesiące wojny musiał ukrywać się.
Po zakończeniu wojny, Ostrowski wrócił do Berlina, gdzie w ramach SPD zaangażował się w sprawy polityki komunalnej. W maju 1946 roku został burmistrzem Wilmersdorfu, który leżał na terenie sektora brytyjskiego. Opowiadał się przeciwko połączeniu Komunistycznej Partii Niemiec (niem. Kommunistische Partei Deutschlands, KPD) z SPD, a za współpracą na płaszczyźnie merytorycznej ze wszystkimi partiami.
5 października 1946 roku został wybrany nadburmistrzem Berlina, zostając pierwszym wybranym w wolnych demokratycznych wyborach (pierwszych od 1933 roku) burmistrzem Wielkiego Berlina. Urząd objął w okresie początkowej zimnej wojny, kiedy klimat polityczny był napięty a współpraca z aliantami trudna. Po przejęciu władzy, SPD domagało się natychmiastowego zwolnienia wszystkich członków Socjalistycznej Partia Jedności Niemiec (niem. Sozialistische Einheitspartei Deutschlands, SED) z zajmowanych stanowisk kierowniczych. Żądania te, choć po cichu popierane przez aliantów zachodnich, nie znalazły jednak ich oficjalnego wsparcia, i opóźniły budowę nowej administracji ratusza, która nie była gotowa do podjęcia obowiązków nawet z początkiem 1947 roku. Od Ostrowskiego domagano się „oczyszczenia” administracji z SED postrzeganej jako partii sowieckiej.
Sam Ostrowski, zwolennik Realpolitik, stawiał jednak na współpracę ze wszystkimi partiami reprezentowanymi we władzach Berlina oraz wszystkimi czterema okupantami. W szeregach berlińskiej SPD powstała opozycja wobec Ostrowskiego pod przywództwem Ernsta Reutera (1889–1953), Gustava Klingelhöfera (1988–1961) i Curta Swolinzky’ego (1887–1967). Ostrowskiemu zarzucano albo słabość albo skrywany rusofilizm.
Tymczasem Berlin ogarnęła fala mrozów, które trzymały do połowy lutego 1947 roku. Spowodowało to przerwy w dostawach energii elektrycznej i wiele zakładów musiało zawiesić produkcję. Zamarzły 134 osoby a 60 tys. zachorowało. Zajęty wewnętrznymi czystkami magistrat nie reagował. Jedynie Ostrowski próbował ogarnąć sytuację, a nawet realizować wyborcze obietnice SPD – 18 cetnarów węgla dla każdego gospodarstwa domowego, przywrócenie normalnej produkcji i dostaw energii elektrycznej, renowacja 122 tys. lekko uszkodzonych mieszkań i 100 tys. uszkodzonych ciężko. W celu zdobycia niezbędnych materiałów budowlanych nawiązał kontakt z sowieckim komendantem Berlina generałem Aleksandrem Kotikowem (1902–1981), który zezwolił na pozyskiwanie drewna z lasów na terenie sektora wschodniego, obiecał dodatkowe dostawy opału i materiałów budowlanych oraz złożenie wniosku do komendantury aliantów o zniesienie kartki na żywność (niem. Hungerkarte). Pod koniec lutego 1947 roku, na wniosek Sowietów, Ostrowski podjął rozmowy z prezydentem SED w Berlinie Hermannem Maternem (1893–1971) o trzymiesięcznej współpracy pomiędzy SPD a SED celem rozwiązania problemów związanych z klęską mrozów. Spowodowało to ogromne wzburzenie w szeregach SPD, Ostrowskiemu zarzucano nadużycie zaufania a nawet zdradę polityczną za podjęcie rozmów z komunistami za plecami partii. Ostrowski usprawiedliwiał swoje działania trudną sytuacją Berlina, która wymagała współpracy wszystkich partii politycznych.
17 kwietnia 1947 SPD nie udzieliła mu zaufania i Ostrowski podał się do dymisji. Najsilniejszym kandydatem SPD na nowego burmistrza był Ernst Reuter, za którym w wyborach na nadburmistrza 24 czerwca 1947 roku opowiedziała się większość radnych, jedynie przedstawiciele SED głosowali przeciw. General Kotikow zgłosił jednak sprzeciw w komendanturze aliantów, nalegając na kandydata, który zapewniłby współpracę wszystkich czterech sektorów. Zablokowało to Reuterowi objęcie urzędu a obowiązki nadburmistrza przejęła burmistrz Louise Schroeder (1887–1957) i sprawowała tę funkcję do grudnia 1948 roku.
Ostrowski ponownie popadł w niełaskę własnej partii, kiedy jako jedyny członek SPD, wziął udział w uroczystych obchodach 31. rocznicy rewolucji październikowej organizowanych przez władze sowieckie. W 1951 roku Ostrowski został wysłany na emeryturę a jego zabiegi o rehabilitację nie powiodły się.
Ostrowski zmarł 16 czerwca 1963 w belgijskim Knokke-Heist.